# 季米特洛夫格勒 (塞爾維亞)
43°1′N 22°47′E / 43.017°N 22.783°E
季米特洛夫格勒（译作察里布罗德）是塞爾維亞皮羅特州東部的一個城市，靠近保加利亞邊境。面積483平方公里，2002年人口11,748人；市區人口6,968人。與1991年比較，保加利亞人仍佔人口的相對多數。
以保加利亞共產黨領袖格奧爾基·季米特洛夫命名。原屬保加利亞領土，1919年根據《讷伊條約》被割讓予塞爾維亞人、克羅地亞人和斯洛文尼亞人王國。